# Barbara Baraldi
Pour les articles homonymes, voir Baraldi.
Barbara Baraldi (née le 17 février 1975 à Mirandola) est une écrivaine et scénariste de bande dessinée italienne.

## Biographie
Le premier roman de Barbara Baraldi, La ragazza dalle ali di serpente, a été publié en 2007, sous le nom de plume Luna Lanzoni.
En tant qu’auteure de romans noirs elle a reçu par deux fois consécutives le prix Marco-Casacci pour Dorothy non vuole morire et La sindrome felicità repulsiva. Sa nouvelle Una storia da rubare lui a valu le prix Gran Giallo Citta di Cattolica. Sa nouvelle La collezionista di sogni infranti (PerdisaPop) est publiée fin 2007 dans une série de Luigi Bernardi.
En 2008, dans la collection « Il Giallo Mondadori presenta », elle publie La bambola di cristallo qui contient deux nouvelles (La bambola dagli occhi di cristallo et Il giardino dei bambini perduti).
En février 2009, elle publie chez PerdisaPop La collezionista di sogni infranti et sa suite, La casa di Amelia.
L’année 2010 voit la parution, en février, de Bambole pericolose (suite de La bambola dagli occhi di cristallo) chez Giallo Mondadori puis, en mars, de Lullaby, la ninna nanna della morte, qui inaugure la série Le torpedini de Castelvecchi.
En mai 2010, au Royaume-Uni est publié par l’éditeur John Blake Publishing son roman The girl with the crystal eyes, traduction anglaise de La bambola dagli occhi di cristallo. 
Le roman Scarlett publié en 2010 marque le début de Baraldi dans la fantasy urbaine et la littérature pour adolescents.
À partir de 2011, elle écrit des guides touristiques sur Bologne pour la maison d’édition Newton Compton (it) et commence son travail de scénariste de bande dessinée, en particulier pour Dylan Dog depuis 2015. Elle participe également, avec Paola Barbato et Micol Beltramini, deux autres scénaristes, à la bande dessinée Real Life (Disney et Panini), pour un public d’adolescentes.
En 2018, Barbara Baraldi reçoit le prix NebbiaGialla pour son roman Aurora nel buio,.

## Œuvre

### Romans
- La ragazza dalle ali di serpente (2007)
- La collezionista di sogni infranti (2007)
- La bambola dagli occhi di cristallo (2008)
- Il giardino dei bambini perduti (2008)
- La casa di Amelia (2009)
- Bambole pericolose (2010)
- Lullaby, la ninna nanna della morte (2010)
- Scarlett (2010)

### Bandes dessinées
- Avec Elena Cesana et Roberta Ingranata, Bloodymilla, Delos, 2011.
- Avec Paolo Mottura, Il bottone di madreperla, dans Dylan Dog color fest, Bonelli, 2012.
- Avec Lucio Parrillo, Aurora - Sleeping beauty, Pavesio, 2014.
- Avec Andrea Pasini et Giuseppe di Bernardo, Il regalo, dans Diabolik, « anno LIII », no 8, 2014.
- Baraldi, Barbato, Beltramini, Tomatozombie, et al., Real Life, Panini 2014-2015.
- Avec Nicola Mari, La mano sbagliata, dans Dylan Dog no 348, Bonelli, 2015.
- Avec Simone Delladio, Rossano Piccioni et Sofia Terzo, Torture garden, t. III, Inkiostro, 2016-2017.
- Avec Nicola Mari, Gli anni selvaggi, dans Dylan Dog no 364, Bonelli, 2016.
- Avec Paolo Mottura, I colori della paura, dans La gazzetta dello Sport no 42, 2016.
- Avec Corrado Roi, La ninna nanna dell'ultima notte, dans Dylan Dog no 367, Bonelli, 2017.
- Avec Emiliano Tanzillo, Perderai la testa, dans Dylan Dog no 385, Bonelli, 2018.
- Avec Luigi Piccatto, Giulia Massaglia, et al., La sopravvissuta, dans Dylan Dog no 389, Bonelli, 2019.
- Avec Bruno Brindisi, Casca il mondo, dans Dylan Dog no 393, Bonelli, 2019.

### Guides touristiques
- 101 misteri di Bologna che non saranno mai risolti, Newton Compton, 2011.
- Misteri, crimini e storie insolite di Bologna, Newton Compton, 2013.
- Alla scoperta dei segreti perduti di Bologna, Newton Compton, 2016.
- 1001 cose da fare a Bologna almeno una volta nella vita, Newton Compton, 2017.
- 101 perché sulla storia di Bologna che non puoi non sapere, Newton Compton, 2018.

### Récompenses
- 2006 : prix Mario-Casacci pour Dorothy non vuole morire[7].
- 2007 : prix Mario-Casacci pour La sindrome felicità repulsiva[7].
- 2007 : prix Gran Giallo Città di Cattolica pour Una storia da rubare[8].
- 2009 : prix Orme Gialle pour Ossessione[7].
- 2017 : prix Giallo d'amare pour Aurora nel buio[9].
- 2018 : prix Hitchcock-Garfagnana-in-giallo pour Aurora nel buio[10].
- 2018 : prix NebbiaGialla pour Aurora nel buio[5].